# 大野太郎
大野 太郎（おおの たろう、Oono Taro、1986年8月15日 - ）は、日本の漫画家、イラストレーター。
現在、主にオリジナルキャラクターイラストレーション、漫画制作を中心に活動をしている絵描きぼうず。本人曰く体はインドア、心はいつでもアウトドアな作家である。
香川県高松市出身。

## 人物
幼少の頃よりオリジナルキャラクター作品の創作をしていた。
実際にメディアに登場したのは当時18歳、太郎が中学〜高校時代に投稿していたNHKテレビ番組てれごじ、ごじ☆えもんへ頻繁にイラストを投稿していたことによって、最終的にVTRに登場するイラストの制作を依頼されたのが初めてだった。

## 個展
- 2011年　『大野太郎漫画展「す」』は香川県の北浜Galleryで開催され(1月2日〜10日)。イラストの原画、パネルの他、大野太郎の代表的キャラクター「ハリス」の等身大フィギュア、各キャラクターの人形などが展示された。自身が作曲・演奏した楽曲は漫画展のBGMとして使用され希望者に無料で配られた。
- 2013年　『大野太郎絵描きぼうず展2013-TARO ALL★STARS-』 は香川県と東京都で開催された(香川：10月14日〜20日、東京：11月4日〜10日)大小様々な新作イラスト約150点とキャラクターパネル約180点など、合計約330点以上の作品を展示。来場者には「大野太郎キャラクター図鑑Vol.1」が配布された。
- 2014年　『大野太郎絵描きぼうの旅2014-TARO ALL★STARS-』と題して５月には吉祥寺にて「素敵なカレー・パラダイス」６月には吉祥寺にて「SEA(de 涼みんshine)」10月には三鷹にて「ミラクルコーヒーワンダーランド」12月には西麻布にて「Nakedの森」を開催した。
- 2015年　三鷹市のカフェ２店舗で異なる展示企画を同時開催。スタッフとキャラクターのコラボイラストを展示した「OONOTARO×CAFE HI FAMIGLIA」、店内で販売されているすべての珈琲豆をキャラクターにした「OONOTARO×COFFEEYA」。
- 2016年　釧路市動物園の人気ホッキョクグマミルク(♀)のグッズ等にイラストを提供。東京にてミルク写真家やすことの二人展「ミラクルミルクミニクル？」を開催。全国から多くのミルクファンが訪れた。
- 2017年　東京にてGIFアニメ作品をまとめた映像作品展「タロアニメ展」を開催。

## キャラクター
オリジナルキャラクターは多数存在し、代表的なものに歯の無いリスのハリス、お姉系登山家の久田利坂 登(くだりざか のぼる)、いやみなしりー、もっこりさん、などぬくもりあるタッチながらも洒落っ気があり、ひとヒネリ効いたものが多い。